# Cheik Tioté
Cheik Ismael Tioté (Yamoussoukro, 21 giugno 1986 – Pechino, 5 giugno 2017) è stato un calciatore ivoriano, di ruolo centrocampista.

## Carriera

### Club

#### Inizi: Bibo, Anderlecht e Roda
Nato da una famiglia musulmana - e musulmano anch'egli - di Yamoussoukro, in Costa d'Avorio, comincia a giocare per le strade della sua città, non avendo vere scarpe da calcio sino ai suoi 15 anni, quando entrò nelle giovanili degli ivoriani del FC Bibo. Nel 2005 viene scoperto dagli scout della squadra belga dell'Anderlecht e si trasferisce in Europa. Debutta per i viola in Coppa del Belgio, quando, nella partita contro il Geel, sbaglia il suo rigore, contribuendo alla sconfitta della sua squadra. Nella stagione 2007-08 passa in prestito agli olandesi del Roda JC , dove ritrova il suo ex-compagno al Bibo Sekou Cissé.

#### Twente
Il 2 ottobre 2008, Tiotè, dopo essersi messo in mostra in Eredivisie grazie al prestito al Roda, firma per il Twente per una cifra attorno ai 750000 €. Ad Enschede si fa apprezzare per la sua resistenza e costanza, e per la sua abilità nei passaggi, con 58 presenze in campionato, rimarcate da 1 gol e ben 14 assist. Vince il campionato nella stagione 2009-10 sotto la guida dell'ex-c.t. dell'Inghilterra Steve McClaren, e colleziona anche qualche presenza in Europa League, con buone performance contro l'Arsenal durante la fase a gironi.

#### Newcastle
Il 26 agosto 2010 Tiotè viene acquistato dal Newcastle Utd, squadra inglese di Premier League, per 3,5 milioni di sterline. Debutta con la maglia dei Magpies il 18 settembre 2010, nel match di Goodison Park contro l'Everton; su 64 passaggi tentati, li completa tutti, ottenendo così un grande inizio. Inoltre, intercetta due volte il pallone, riesce in tutti e cinque i suoi tentativi di tackle e il suo unico tiro è in porta. Parte titolare in tutte le altre gare dei bianco-neri, mettendosi in evidenza in particolare contro il Manchester City e nel 2-1 esterno rifilato al West Ham Utd. Viene proclamato "Uomo del match" nella vittoria esterna per 1-0 sul Wigan. Simili risultato gli hanno valso paragoni con il centrocampista africano Michael Essien.
Viene espulso nel terzo turno di FA Cup contro lo Stevenage, venendo squalificato per 3 gare casalinghe, ma al suo ritorno segna un gol, un tiro al volo da 25 metri che completa la rimonta cominciata dall'intervallo, che aveva visto le squadre entrare negli spogliatoi sullo 0-4 per l'Arsenal.
Il 25 febbraio 2011 il Newcastle annuncia che Tioté ha appena firmato un rinnovo contrattuale per altri 6 anni e mezzo, legandosi ai Toon sino al 2017. Riguardo al suo rinnovo, Tioté ha dichiarato:

### Nazionale
Tioté debutta con la maglia della Nazionale ivoriana durante un'amichevole pre-mondiale che, fra l'altro, puntava a scegliere i membri della lista dei convocati per la mondiale sudafricano del 2010. Da allora ha giocato titolare in tutte le gare del mondiale, manifestazioni in cui la sua Costa d'Avorio è stata eliminata subito, durante la fase a gironi.
Diventato un membro fisso della Nazionale, ha collezionato 55 presenze e 1 rete con la maglia degli elefanti.

## Vita personale
Tioté era un devoto musulmano. Osservava il digiuno durante il mese islamico del Ramadan.
Nel maggio 2011, l'auto di Tioté è stata sequestrata dalla polizia per violazioni del codice della strada. Il 13 febbraio 2013, è stato arrestato con l'accusa di frode e la sua auto è stata nuovamente sequestrata dalla polizia. Dopo aver ammesso di essere in possesso di una patente di guida belga falsificata, ha ricevuto una condanna sospesa e una sospensione dalla guida di sei mesi.
Nel 2012, dopo che il Newcastle Utd ha annunciato il loro accordo di sponsorizzazione con Wonga, Tioté, insieme ai suoi compagni di squadra Papiss Cissé, Hatem Ben Arfa e Demba Ba, ha inizialmente rifiutato di indossare il nome del nuovo sponsor sulle loro maglie. Poiché Wonga era una società di prestiti a breve termine, secondo la legge della Sharia, i musulmani non devono trarre beneficio né dal prestare denaro né dal ricevere denaro da un'altra persona - il che significa che è proibito addebitare interessi. La questione è stata risolta la stagione successiva.
Aveva due figli con la sua prima moglie, Madah. Durante il suo periodo a Newcastle, la coppia viveva nel villaggio di Ponteland nel Northumberland, e si erano sposati qualche tempo prima del suo trasferimento a Tyneside. Il 29 settembre 2014, il Evening Chronicle ha riferito che Tioté aveva sposato una seconda moglie, Laeticia Doukrou, nella capitale della Costa d'Avorio, Abidjan. Il matrimonio era avvenuto prima dell'inizio della stagione. Il suo agente Jean Musampa ha confermato il matrimonio al giornale locale, dicendo "Posso dire che si è sposato ed è il suo secondo matrimonio." Poco dopo, si è saputo che la sua amante Nkosiphile Mpofu, con cui aveva avuto un figlio, aveva terminato la loro relazione.

## La morte
Il 5 giugno 2017 il giocatore è vittima di un collasso durante una sessione d'allenamento con la squadra. Trasportato in ospedale, muore qualche ora dopo all'età di soli 30 anni.

## Statistiche

### Presenze e reti nei club
Statistiche aggiornate al 5 giugno 2017.
| Stagione          | Squadra           | Campionato        | Campionato | Campionato | Coppe nazionali | Coppe nazionali | Coppe nazionali | Coppe continentali | Coppe continentali | Coppe continentali | Altre coppe | Altre coppe | Altre coppe | Totale | Totale |
| Stagione          | Squadra           | Comp              | Pres       | Reti       | Comp            | Pres            | Reti            | Comp               | Pres               | Reti               | Comp        | Pres        | Reti        | Pres   | Reti   |
| ----------------- | ----------------- | ----------------- | ---------- | ---------- | --------------- | --------------- | --------------- | ------------------ | ------------------ | ------------------ | ----------- | ----------- | ----------- | ------ | ------ |
| 2005-2006         | Anderlecht        | D1                | 2          | 0          | CB              | 1               | 0               | UCL                | 1                  | 0                  | SB          | -           | -           | 4      | 0      |
| 2006-2007         | Anderlecht        | D1                | 2          | 0          | CB              | 1               | 0               | UCL                | -                  | -                  | SB          | -           | -           | 3      | 0      |
| Totale Anderlecht | Totale Anderlecht | Totale Anderlecht | 4          | 0          |                 | 2               | 0               |                    | 1                  | 0                  |             | 0           | 0           | 7      | 0      |
| 2007-2008         | Roda JC           | ED                | 26+2       | 2          | CO              | 2               | 0               | -                  | -                  | -                  | -           | -           | -           | 30     | 2      |
| 2008-2009         | Twente            | ED                | 28         | 0          | CO              | 3               | 0               | UCL+CU             | 2+8                | 0                  | -           | -           | -           | 41     | 0      |
| 2009-2010         | Twente            | ED                | 28         | 1          | CO              | 2               | 0               | UCL+UEL            | 2+10               | 0                  | -           | -           | -           | 42     | 1      |
| ago. 2010         | Twente            | ED                | 2          | 0          | CO              | -               | -               | UCL                | -                  | -                  | SO          | 1           | 0           | 3      | 0      |
| Totale Twente     | Totale Twente     | Totale Twente     | 58         | 1          |                 | 5               | 0               |                    | 22                 | 0                  |             | 1           | 0           | 86     | 3      |
| ago. 2010-2011    | Newcastle Utd     | PL                | 26         | 1          | FACup+CdL       | 1+1             | 0               | -                  | -                  | -                  | -           | -           | -           | 28     | 1      |
| 2011-2012         | Newcastle Utd     | PL                | 24         | 0          | FACup+CdL       | 0+0             | 0               | -                  | -                  | -                  | -           | -           | -           | 24     | 0      |
| 2012-2013         | Newcastle Utd     | PL                | 24         | 0          | FACup+CdL       | 0+1             | 0               | UEL                | 6                  | 0                  | -           | -           | -           | 31     | 0      |
| 2013-2014         | Newcastle Utd     | PL                | 33         | 0          | FACup+CdL       | 1+2             | 0               | -                  | -                  | -                  | -           | -           | -           | 36     | 0      |
| 2014-2015         | Newcastle Utd     | PL                | 11         | 0          | FACup+CdL       | 1+0             | 0               | -                  | -                  | -                  | -           | -           | -           | 12     | 0      |
| 2015-2016         | Newcastle Utd     | PL                | 20         | 0          | FACup+CdL       | 1+1             | 0               | -                  | -                  | -                  | -           | -           | -           | 22     | 0      |
| 2016-feb. 2017    | Newcastle Utd     | FLC               | 1          | 0          | FACup+CdL       | 2+0             | 0               | -                  | -                  | -                  | -           | -           | -           | 3      | 0      |
| Totale Newcastle  | Totale Newcastle  | Totale Newcastle  | 139        | 1          |                 | 11              | 0               |                    | 6                  | 0                  |             | -           | -           | 156    | 1      |
| feb.-giu. 2017    | Beijing           | CLO               | 11         | 0          | CC              | 0               | 0               | -                  | -                  | -                  | -           | -           | -           | 11     | 0      |
| Totale carriera   | Totale carriera   | Totale carriera   | 238+2      | 4          |                 | 20              | 0               |                    | 29                 | 0                  |             | 1           | 0           | 290    | 4      |

### Cronologia presenze e reti in nazionale
| Cronologia completa delle presenze e delle reti in nazionale ― Costa d'Avorio | Cronologia completa delle presenze e delle reti in nazionale ― Costa d'Avorio | Cronologia completa delle presenze e delle reti in nazionale ― Costa d'Avorio | Cronologia completa delle presenze e delle reti in nazionale ― Costa d'Avorio | Cronologia completa delle presenze e delle reti in nazionale ― Costa d'Avorio | Cronologia completa delle presenze e delle reti in nazionale ― Costa d'Avorio | Cronologia completa delle presenze e delle reti in nazionale ― Costa d'Avorio | Cronologia completa delle presenze e delle reti in nazionale ― Costa d'Avorio |
| Data                                                                          | Città                                                                         | In casa                                                                       | Risultato                                                                     | Ospiti                                                                        | Competizione                                                                  | Reti                                                                          | Note                                                                          |
| ----------------------------------------------------------------------------- | ----------------------------------------------------------------------------- | ----------------------------------------------------------------------------- | ----------------------------------------------------------------------------- | ----------------------------------------------------------------------------- | ----------------------------------------------------------------------------- | ----------------------------------------------------------------------------- | ----------------------------------------------------------------------------- |
| 13-6-2009                                                                     | Abidjan                                                                       | Costa d'Avorio                                                                | 2 – 1                                                                         | Camerun                                                                       | Amichevole                                                                    | -                                                                             | 55’                                                                           |
| 12-8-2009                                                                     | Sousse                                                                        | Tunisia                                                                       | 0 – 0                                                                         | Costa d'Avorio                                                                | Amichevole                                                                    | -                                                                             | 66’ 82’                                                                       |
| 18-11-2009                                                                    | Gelsenkirchen                                                                 | Germania                                                                      | 2 – 2                                                                         | Costa d'Avorio                                                                | Amichevole                                                                    | -                                                                             | 87’                                                                           |
| 4-1-2010                                                                      | Dar es Salaam                                                                 | Tanzania                                                                      | 0 – 1                                                                         | Costa d'Avorio                                                                | Amichevole                                                                    | -                                                                             | 46’                                                                           |
| 7-1-2010                                                                      | Dar es Salaam                                                                 | Ruanda                                                                        | 0 – 2                                                                         | Costa d'Avorio                                                                | Amichevole                                                                    | -                                                                             | 64’                                                                           |
| 11-1-2010                                                                     | Cabinda                                                                       | Costa d'Avorio                                                                | 0 – 0                                                                         | Burkina Faso                                                                  | Coppa d'Africa 2010 - 1º turno                                                | -                                                                             | 81’                                                                           |
| 15-1-2010                                                                     | Cabinda                                                                       | Ghana                                                                         | 1 – 3                                                                         | Costa d'Avorio                                                                | Coppa d'Africa 2010 - 1º turno                                                | -                                                                             | 53’                                                                           |
| 24-1-2010                                                                     | Cabinda                                                                       | Costa d'Avorio                                                                | 2 – 3 dts                                                                     | Algeria                                                                       | Coppa d'Africa 2010 - Quarti di finale                                        | -                                                                             | 72’                                                                           |
| 3-3-2010                                                                      | Londra                                                                        | Costa d'Avorio                                                                | 0 – 2                                                                         | Corea del Sud                                                                 | Amichevole                                                                    | -                                                                             | 1’                                                                            |
| 30-5-2010                                                                     | Thonon-les-Bains                                                              | Paraguay                                                                      | 2 – 2                                                                         | Costa d'Avorio                                                                | Amichevole                                                                    | -                                                                             |                                                                               |
| 4-6-2010                                                                      | Shinjuku                                                                      | Giappone                                                                      | 0 – 2                                                                         | Costa d'Avorio                                                                | Amichevole                                                                    | -                                                                             | 87’                                                                           |
| 15-6-2010                                                                     | Port Elizabeth                                                                | Costa d'Avorio                                                                | 0 – 0                                                                         | Portogallo                                                                    | Mondiali 2010 - 1º turno                                                      | -                                                                             |                                                                               |
| 20-6-2010                                                                     | Johannesburg                                                                  | Brasile                                                                       | 3 – 1                                                                         | Costa d'Avorio                                                                | Mondiali 2010 - 1º turno                                                      | -                                                                             | 86’                                                                           |
| 25-6-2010                                                                     | Nelspruit                                                                     | Costa d'Avorio                                                                | 3 – 0                                                                         | Corea del Nord                                                                | Mondiali 2010 - 1º turno                                                      | -                                                                             |                                                                               |
| 10-8-2010                                                                     | Londra                                                                        | Italia                                                                        | 0 – 1                                                                         | Costa d'Avorio                                                                | Amichevole                                                                    | -                                                                             |                                                                               |
| 4-9-2010                                                                      | Abidjan                                                                       | Costa d'Avorio                                                                | 3 – 0                                                                         | Ruanda                                                                        | Qual. Coppa d'Africa 2012                                                     | -                                                                             | 74’                                                                           |
| 9-10-2010                                                                     | Bujumbura                                                                     | Burundi                                                                       | 0 – 1                                                                         | Costa d'Avorio                                                                | Qual. Coppa d'Africa 2012                                                     | -                                                                             | 73’                                                                           |
| 17-11-2010                                                                    | Poznań                                                                        | Polonia                                                                       | 3 – 1                                                                         | Costa d'Avorio                                                                | Amichevole                                                                    | -                                                                             | 26’ 90’                                                                       |
| 8-2-2011                                                                      | Abidjan                                                                       | Costa d'Avorio                                                                | 1 – 0                                                                         | Mali                                                                          | Amichevole                                                                    | -                                                                             |                                                                               |
| 27-3-2011                                                                     | Accra                                                                         | Costa d'Avorio                                                                | 2 – 1                                                                         | Benin                                                                         | Qual. Coppa d'Africa 2012                                                     | -                                                                             | Ammonizione                                                                   |
| 3-9-2011                                                                      | Kigali                                                                        | Ruanda                                                                        | 0 – 5                                                                         | Costa d'Avorio                                                                | Qual. Coppa d'Africa 2012                                                     | -                                                                             |                                                                               |
| 9-10-2011                                                                     | Abidjan                                                                       | Costa d'Avorio                                                                | 2 – 1                                                                         | Burundi                                                                       | Qual. Coppa d'Africa 2012                                                     | -                                                                             |                                                                               |
| 13-1-2012                                                                     | Radès                                                                         | Tunisia                                                                       | 0 – 2                                                                         | Costa d'Avorio                                                                | Amichevole                                                                    | -                                                                             | 73’                                                                           |
| 16-1-2012                                                                     | Tripoli                                                                       | Libia                                                                         | 0 – 1                                                                         | Costa d'Avorio                                                                | Amichevole                                                                    | -                                                                             | Uscita                                                                        |
| 22-1-2012                                                                     | Malabo                                                                        | Costa d'Avorio                                                                | 1 – 0                                                                         | Sudan                                                                         | Coppa d'Africa 2012 - 1º turno                                                | -                                                                             | 80’                                                                           |
| 26-1-2012                                                                     | Malabo                                                                        | Costa d'Avorio                                                                | 2 – 0                                                                         | Burkina Faso                                                                  | Coppa d'Africa 2012 - 1º turno                                                | -                                                                             | 77’                                                                           |
| 8-2-2012                                                                      | Libreville                                                                    | Costa d'Avorio                                                                | 1 – 0                                                                         | Mali                                                                          | Coppa d'Africa 2012 - Semifinale                                              | -                                                                             | 84’                                                                           |
| 12-2-2012                                                                     | Libreville                                                                    | Zambia                                                                        | 0 – 0 dts (8 – 7 dtr)                                                         | Costa d'Avorio                                                                | Coppa d'Africa 2012 - Finale                                                  | -                                                                             | 63’                                                                           |
| 29-2-2012                                                                     | Abidjan                                                                       | Costa d'Avorio                                                                | 0 – 0                                                                         | Guinea                                                                        | Amichevole                                                                    | -                                                                             |                                                                               |
| 2-6-2012                                                                      | Abidjan                                                                       | Costa d'Avorio                                                                | 2 – 0                                                                         | Tanzania                                                                      | Qual. Mondiali 2014                                                           | -                                                                             | 63’                                                                           |
| 9-6-2012                                                                      | Marrakech                                                                     | Marocco                                                                       | 2 – 2                                                                         | Costa d'Avorio                                                                | Qual. Mondiali 2014                                                           | -                                                                             | 24’                                                                           |
| 13-10-2012                                                                    | Dakar                                                                         | Senegal                                                                       | 0 – 2                                                                         | Costa d'Avorio                                                                | Qual. Coppa d'Africa 2013                                                     | -                                                                             |                                                                               |
| 14-11-2012                                                                    | Linz                                                                          | Austria                                                                       | 0 – 3                                                                         | Costa d'Avorio                                                                | Amichevole                                                                    | -                                                                             | 53’                                                                           |
| 14-1-2013                                                                     | Abu Dhabi                                                                     | Costa d'Avorio                                                                | 4 – 2                                                                         | Egitto                                                                        | Amichevole                                                                    | -                                                                             |                                                                               |
| 22-1-2013                                                                     | Rustenburg                                                                    | Costa d'Avorio                                                                | 2 – 1                                                                         | Togo                                                                          | Coppa d'Africa 2013 - 1º turno                                                | -                                                                             | 63’                                                                           |
| 26-1-2013                                                                     | Rustenburg                                                                    | Costa d'Avorio                                                                | 3 – 0                                                                         | Tunisia                                                                       | Coppa d'Africa 2013 - 1º turno                                                | -                                                                             | 74’                                                                           |
| 3-2-2013                                                                      | Rustenburg                                                                    | Costa d'Avorio                                                                | 1 – 2                                                                         | Nigeria                                                                       | Coppa d'Africa 2013 - Quarti di finale                                        | 1                                                                             |                                                                               |
| 23-3-2013                                                                     | Abidjan                                                                       | Costa d'Avorio                                                                | 3 – 0                                                                         | Gambia                                                                        | Qual. Mondiali 2014                                                           | -                                                                             |                                                                               |
| 8-6-2013                                                                      | Bakau                                                                         | Gambia                                                                        | 0 – 3                                                                         | Costa d'Avorio                                                                | Qual. Mondiali 2014                                                           | -                                                                             | 57’                                                                           |
| 7-9-2013                                                                      | Abidjan                                                                       | Costa d'Avorio                                                                | 1 – 1                                                                         | Marocco                                                                       | Qual. Mondiali 2014                                                           | -                                                                             | 17’ 67’                                                                       |
| 12-10-2013                                                                    | Abidjan                                                                       | Costa d'Avorio                                                                | 3 – 1                                                                         | Senegal                                                                       | Qual. Mondiali 2014                                                           | -                                                                             | 86’                                                                           |
| 5-3-2014                                                                      | Bruxelles                                                                     | Belgio                                                                        | 2 – 2                                                                         | Costa d'Avorio                                                                | Amichevole                                                                    | -                                                                             | 90+1’                                                                         |
| 31-5-2014                                                                     | Sarajevo                                                                      | Bosnia ed Erzegovina                                                          | 2 – 1                                                                         | Costa d'Avorio                                                                | Amichevole                                                                    | -                                                                             | 46’                                                                           |
| 4-6-2014                                                                      | Frisco                                                                        | El Salvador                                                                   | 1 – 2                                                                         | Costa d'Avorio                                                                | Amichevole                                                                    | -                                                                             | 73’                                                                           |
| 14-6-2014                                                                     | Recife                                                                        | Costa d'Avorio                                                                | 2 – 1                                                                         | Giappone                                                                      | Mondiali 2014 - 1º turno                                                      | -                                                                             |                                                                               |
| 19-6-2014                                                                     | Brasilia                                                                      | Colombia                                                                      | 2 – 1                                                                         | Costa d'Avorio                                                                | Mondiali 2014 - 1º turno                                                      | -                                                                             | 55’                                                                           |
| 24-6-2014                                                                     | Fortaleza                                                                     | Grecia                                                                        | 2 – 1                                                                         | Costa d'Avorio                                                                | Mondiali 2014 - 1º turno                                                      | -                                                                             | 61’                                                                           |
| 6-9-2014                                                                      | Abidjan                                                                       | Costa d'Avorio                                                                | 2 – 1                                                                         | Sierra Leone                                                                  | Qual. Coppa d'Africa 2015                                                     | -                                                                             |                                                                               |
| 10-9-2014                                                                     | Yaoundé                                                                       | Camerun                                                                       | 4 – 1                                                                         | Costa d'Avorio                                                                | Qual. Coppa d'Africa 2015                                                     | -                                                                             | 72’                                                                           |
| 11-10-2014                                                                    | Kinshasa                                                                      | RD del Congo                                                                  | 1 – 2                                                                         | Costa d'Avorio                                                                | Qual. Coppa d'Africa 2015                                                     | -                                                                             |                                                                               |
| 15-10-2014                                                                    | Abidjan                                                                       | Costa d'Avorio                                                                | 3 – 4                                                                         | RD del Congo                                                                  | Qual. Coppa d'Africa 2015                                                     | -                                                                             | 89’                                                                           |
| 11-1-2015                                                                     | Abu Dhabi                                                                     | Costa d'Avorio                                                                | 1 – 0                                                                         | Nigeria                                                                       | Amichevole                                                                    | -                                                                             |                                                                               |
| 15-1-2015                                                                     | Abu Dhabi                                                                     | Costa d'Avorio                                                                | 0 – 2                                                                         | Svezia                                                                        | Amichevole                                                                    | -                                                                             | 41’ 72’                                                                       |
| 20-1-2015                                                                     | Malabo                                                                        | Costa d'Avorio                                                                | 1 – 1                                                                         | Guinea                                                                        | Coppa d'Africa 2015 - 1º turno                                                | -                                                                             | 62’                                                                           |
| 24-1-2015                                                                     | Malabo                                                                        | Costa d'Avorio                                                                | 1 – 1                                                                         | Mali                                                                          | Coppa d'Africa 2015 - 1º turno                                                | -                                                                             | 83’                                                                           |
| Totale                                                                        |                                                                               | Presenze                                                                      | 55                                                                            |                                                                               | Reti                                                                          | 1                                                                             |                                                                               |

## Palmarès

### Club

#### Competizioni nazionali
- Campionato olandese: 1

Twente: 2009-2010
- Supercoppa dei Paesi Bassi: 1

Twente: 2010

### Nazionale
- Coppa d'Africa: 1

Guinea Equatoriale 2015